# Rupam Islam
Rupam Islam (nacido el 25 de enero de 1974 en Calcuta) es un cantante de playback o reproducción, escritor, compositor y vocalista de la banda Fossils indio. Obtuvo el Premio Nacional de Cine como Mejor Cantante Masculino de playback o reproducción. Ganó el premio en 2010, por su trabajo en la película Mahanagar @ Calcuta. Rupam ha sido seleccionado para ser un miembro del Gobierno de Bengala Occidental, para el comité cultural de la música (Bangla Academia Sangeet).

## Biografía
Nació el 25 de enero de 1974 en el seno de una familia de músicos, Rupam comenzó a incursionar en la música a temprana edad, bajo la tutela de sus padres, Nurul Islam y late Chhandita Islam, ambos músicos reconocidos. A la edad de 4 años, participó en escenarios con sus padres, formando parte del grupo coral Jhankar Shilpi Goshthhi. A sus 9 años de edad, fue el artista más joven de los eventos Aakashvani y Doordarshan, que había llevado a cabo en todos los auditorios más importantes de Calcuta.

## Discografía
- Tor Bhorshatey (1998 / HMV) Re-released as Neel Rong Chilo Bhishon Priyo (2003 / HMV).
- Fossils (2002 / Asha Audio)
- Fossils 2 (2004 / Asha Audio)
- Mission F (2006 / Asha Audio)
- Rupam n Bumpy (2007 / UD Series)
- Epitaph (Aahir)
- Aupodartho (2007 / Asha Audio)
- Rupam on the Rocks(2009)ananda publisher
- Fossils 3 (2009 / Asha Audio)
- Mahanagar @ Kolkata (2010 / HMV SaReGaMa)
- Na-Hanyate (2010 / HMV SaReGaMa)
- Nishkromon (2011 / HMV SaReGaMa)
- Ai to ami(2012)ananda pulisher